# Nậm Pàn
Nậm Pàn là một phụ lưu của sông Đà, chảy ở tỉnh Sơn La, Việt Nam .
Nậm Pàn dài cỡ 90 km. Điểm đặc biệt là đoạn chính của Nậm Pàn chảy gần song song nhưng ngược hướng với sông Đà.

## Dòng chảy
Nậm Pàn khởi nguồn từ các suối ở vùng núi biên giới Việt - Lào, tại xã Phiêng Khoài. 20°57′13″B 104°15′42″Đ / 20,95361°B 104,26167°Đ
Nó chảy uốn lượn với hướng chính là tây bắc, qua các xã Chiềng On, Phiêng Luông, Hát Lót, Mường Bon, Mường Bằng 21°24′34″B 103°59′29″Đ / 21,40944°B 103,99139°Đ
Đến xã Mường Bú thì Nậm Pàn hợp lưu với Nậm La chảy từ thành phố Sơn La đến qua đoạn ngầm ở đèo Khau Phạ. Từ điếm hợp lưu sông có tên là Nậm Bú, đổi hướng đông bắc, và đổ vào sông Đà ở Tạ Bú. Một số người quen gọi đoạn lộ ra của Nậm La sau đoạn chảy ngầm là Nậm Bú.

## Hang cá thần
Tại hang thuộc lưu vực Nậm Pàn ở bản Xa Căn, xã Mường Bon, huyện Mai Sơn có hang đá dài chừng 3 km xuyên vào lòng núi có rất nhiều cá, với đủ màu sắc. Người dân gọi nơi đó là hang cá thần, không ai dám bắt ăn bao giờ .21°13′56″B 104°4′13″Đ / 21,23222°B 104,07028°Đ

## Thủy điện
Thủy điện Nậm Pàn 5 công suất lắp máy 34,5 MW, thời gian thi công 2010 - 2012, nằm trên dòng Nậm Pàn thuộc xã Mường Bú, huyện Mường La, tỉnh Sơn La .21°20′49″B 104°00′50″Đ / 21,346895°B 104,014026°Đ

## Ô nhiễm
Nước đang bị ô nhiễm chủ yếu là do nước thải của Nhà máy đường Sơn La .